# Archipel de San Blas
Pour les articles homonymes, voir San Blas et Blas.
L'archipel de San Blas ou îles San Blas, parfois appelé archipel des Mulatas, est un archipel côtier du Panama,  situé dans la mer des Caraïbes.  Il appartient administrativement à la comarque Guna Yala.

## Territoire
Constitué de 365 îlots coralliens, dont seuls 60 sont habités, l'archipel est situé dans la mer des Caraïbes, sur la côte nord de l'isthme de Panama, à environ 120 km à l'est de Colón et à une distance des côtes comprise entre 4 et 14 kilomètres. Il compose, avec la bande côtière, la « comarque Kuna Yala », territoire disposant d'autonomie depuis la guerre d'indépendance menée par sa population contre le Panama dans les années 1920.

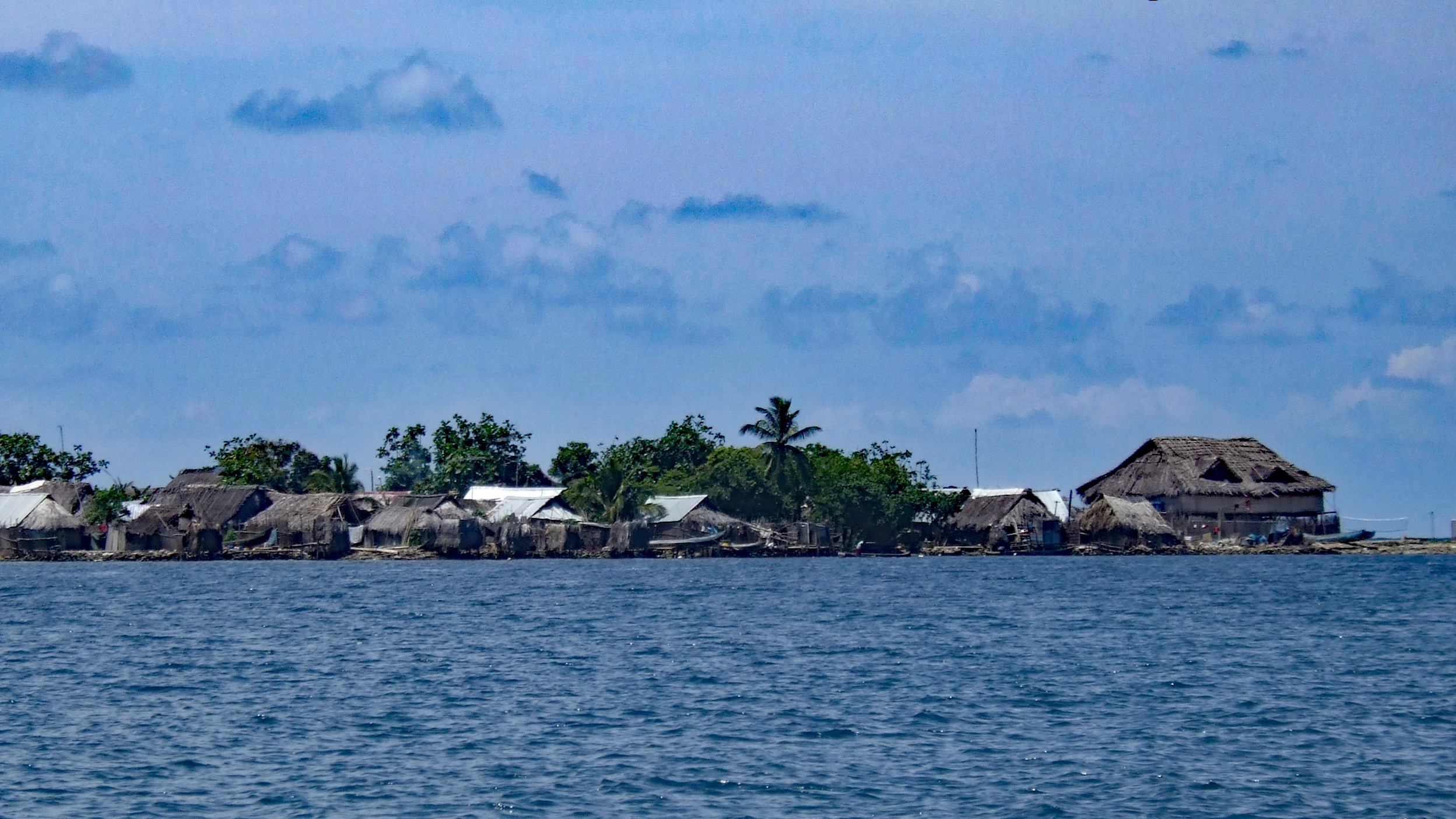
Vue de l'ile San Blas et des maisons

## Population
Les Indiens Kunas, qui en sont les habitants, y vivent essentiellement de chasse et de pêche ; mais ils font aussi de l'agriculture sur des parcelles gagnées sur la forêt (bananes, maïs, riz, manioc, cacao, café, igname…) Ils cultivent également sur un certain nombre d'îlots la noix de coco, qui constitue d'une part une des bases de leur alimentation mais aussi un revenu financier à la revente aux bateaux « costenios » colombiens et panaméens.
L'archipel compte environ 50 000 habitants, caractérisés par leur petite taille.

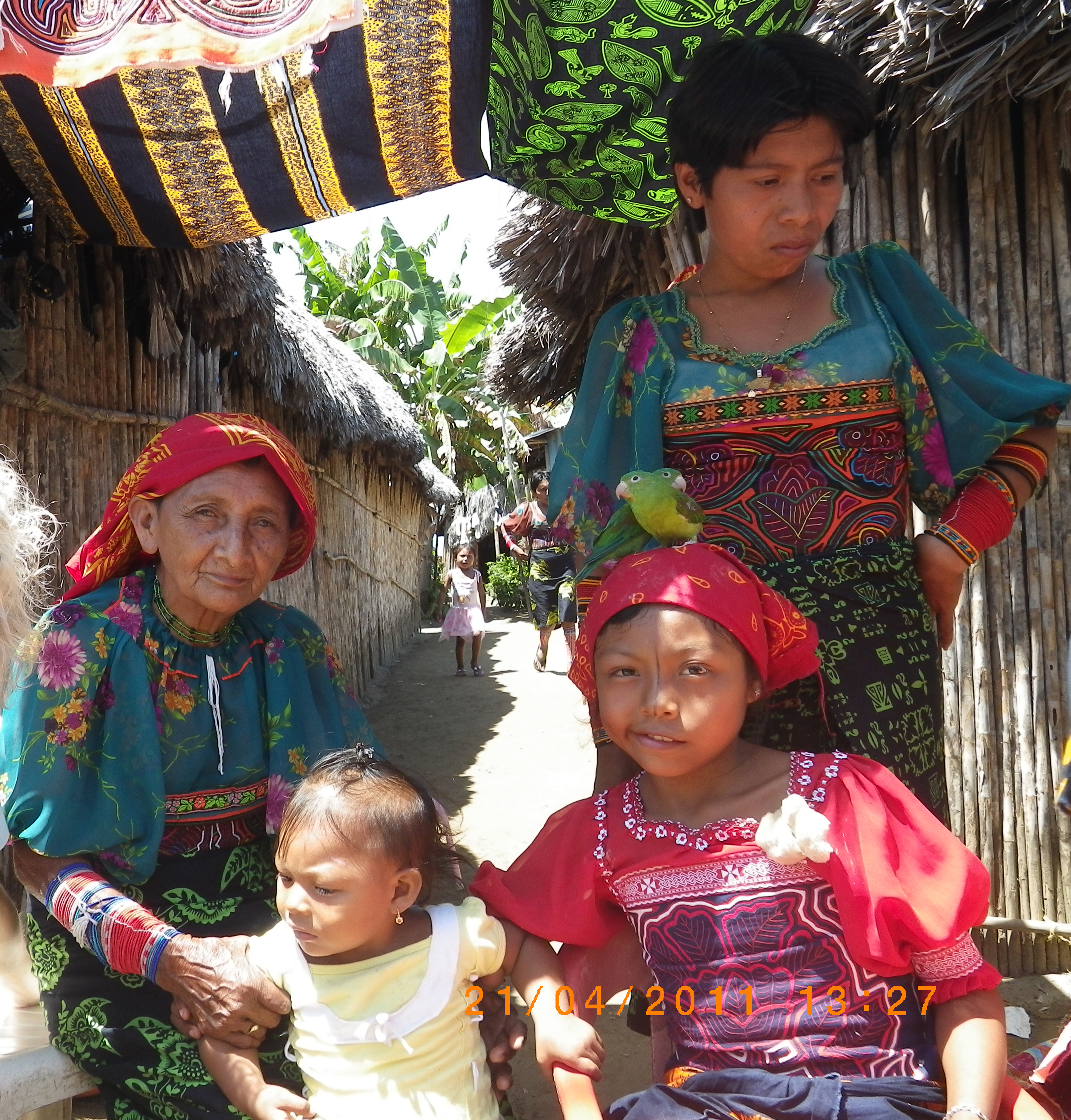
Famille Guna en costume traditionnel

## Histoire
Ces Indiens ont peu à peu quitté la terre ferme du Panama durant l'invasion espagnole, en particulier lors des recherches d'or le long du rio Atrato, où vivent encore, repliées dans la montagne, quelques tribus de l'ethnie kuna.
La conversion au christianisme aurait pu faire disparaître l'art de la peinture corporelle chez eux, mais il a trouvé le moyen de se transplanter dans l'art du vêtement.
Le deuxième gouverneur du Panama, Balboa, s'était marié avec la fille d’un chef kuna, qui l'avait aidé à traverser l’isthme de Panama.

## Géographie
L'archipel est formé d'environ 400 îles et îlots coralliens dont une soixantaine sont habitées.
Du fait de faible hauteur de ce type d'îles, elles sont particulièrement sensibles à l'augmentation du niveau de la mer. Les changements climatiques de la fin du XXème et du début du XXIème Siècle, entrainent une inondation progressive dont les effets les plus dramatiques concernent les zones habitées. Certaines îles sont entièrement bâties et devant l'invasion des infrastructures et des habitations par l'eau, les habitants doivent s'exiler vers la terre ferme du Panama, à plusieurs kilomètres au Sud.

## Société
La société kuna est matriarcale et monogame. Les femmes continuent d'y perpétuer les traditions, notamment avec les molas, blouses colorées ornées de dessins à thèmes, riches en couleurs, utilisant la technique de l'appliqué inversé.
Les Indiens kunas ont des députés à l’assemblée nationale panaméenne et, en 1999, un Kuna en a été élu président.

## Tourisme
L'archipel est devenu une grande destination touristique, célèbre pour ses plages de sable blanc, ses eaux transparentes et la culture kuna. Il y a un aéroport de cabotage et des hôtels.

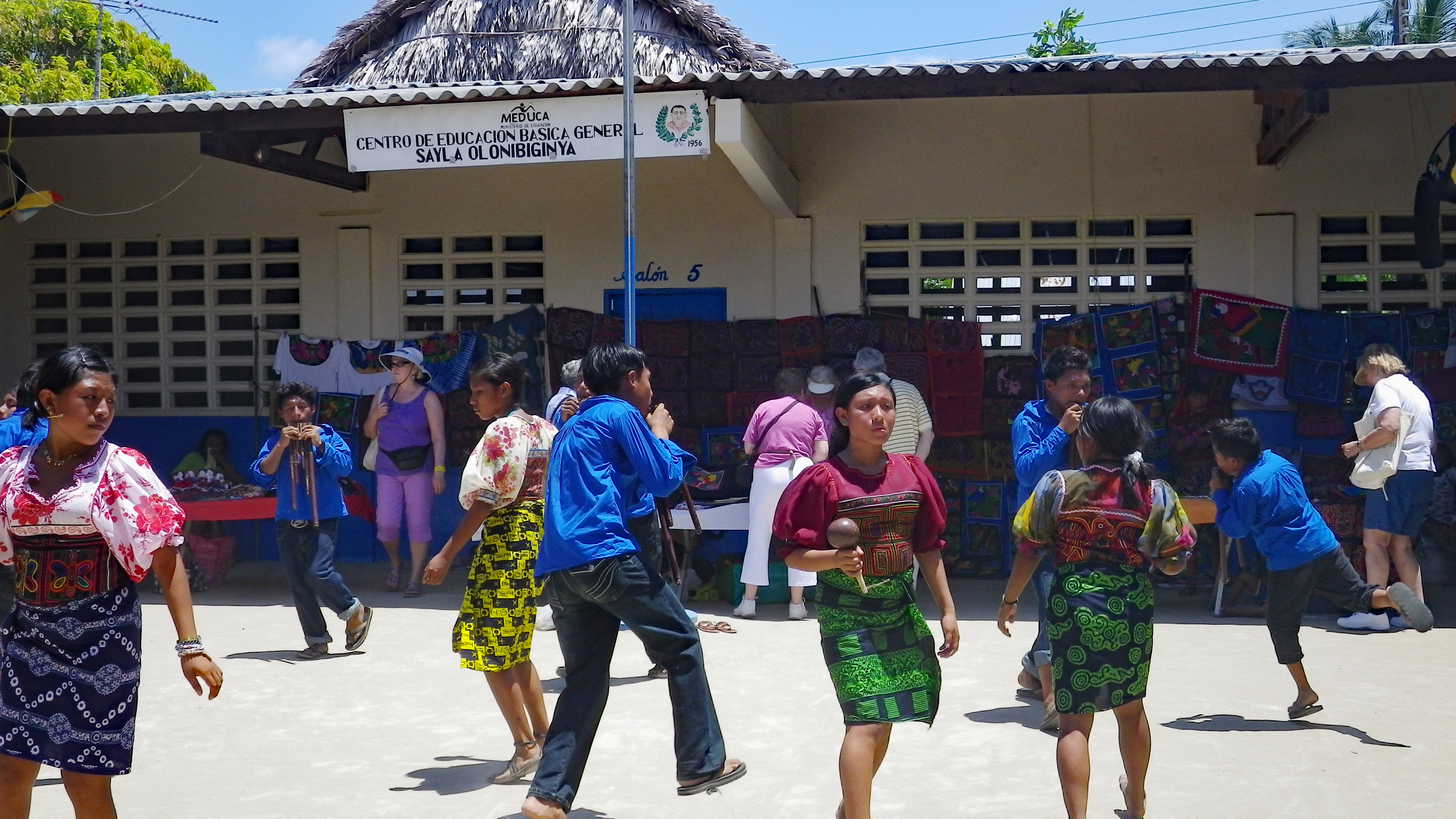
San Blas, Panama, Indiens Guna danse traditionnelle

### Webographie
- Notice dans un dictionnaire ou une encyclopédie généraliste :   - Gran Enciclopèdia Catalana
- Notices d'autorité :   - VIAF
  - Tchéquie
- (en) Encyclopédie Britannica
- (fr) Universalis
- (en) Iles San Blas sur le site Wikivoyage